# Mohamed Dräger
Mohamed Dräger (ur. 25 czerwca 1996 we Fryburgu Bryzgowijskim) – tunezyjski piłkarz grający na pozycji prawego obrońcy. Od 2022 jest zawodnikiem klubu FC Luzern, do którego jest wypożyczony z Nottingham Forest.

## Kariera klubowa
Swoją piłkarską karierę Dräger rozpoczął w juniorach takich klubów jak: PSV Freiburg (do 2009) i SC Freiburg (2009-2014). W 2014 roku stał się członkiem zespołu rezerw Freiburga, grającego w Regionallidze. W sezonie 2017/2018 awansował do pierwszego zespołu i 13 stycznia 2018 zadebiutował w nim w Bundeslidze w zremisowanym 1:1 wyjazdowym meczu z Eintrachtem Frankfurt.
W lipcu 2018 Dräger został wypożyczony do grającego w 2. Bundeslidze, SC Paderborn 07. Swój debiut w nim zaliczył 5 sierpnia 2018 w przegranym 0:1 wyjazdowym meczu z SV Darmstadt 98. W sezonie 2018/2019 wywalczył z Paderborn awans do Bundesligi. W sezonie 2019/2020 wrócił z Paderborn do 2. Bundesligi.
We wrześniu 2020 Dräger odszedł za milion euro do Olympiakosu. Swój debiut w nim zanotował 31 października 2020 w zwycięskim 2:0 domowym meczu z Apollonem Smyrnis. W sezonie 2020/2021 wywalczył z Olympiakosem mistrzostwo Grecji.
W sierpniu 2021 Dräger został piłkarzem Nottingham Forest. W sezonie 2021/2022 nie zadebiutował w nim i w lutym 2022 został z niego wypożyczony do FC Luzern. W klubie tym zadebiutował 6 lutego 2022 w przegranym 1:2 wyjazdowym meczu z FC Lugano.
| Sezon   | Klub              | Kraj   | Rozgrywki          | Mecze | Gole |
| ------- | ----------------- | ------ | ------------------ | ----- | ---- |
| 2014/15 | SC Freiburg II    | Niemcy | Regionalliga       | 4     | 0    |
| 2015/16 | SC Freiburg II    | Niemcy | Regionalliga       | 18    | 1    |
| 2016/17 | SC Freiburg II    | Niemcy | Regionalliga       | 20    | 2    |
| 2017/18 | SC Freiburg       | Niemcy | Bundesliga         | 2     | 0    |
| 2017/18 | SC Freiburg II    | Niemcy | Regionalliga       | 26    | 8    |
| 2018/19 | SC Paderborn 07   | Niemcy | 2. Bundesliga      | 32    | 0    |
| 2019/20 | SC Paderborn 07   | Niemcy | Bundesliga         | 18    | 1    |
| 2020/21 | Olympiakos SFP    | Grecja | Superleague Ellada | 8     | 0    |
| 2021/22 | Nottingham Forest | Anglia | Championship       | 0     | 0    |

## Kariera reprezentacyjna
W reprezentacji Tunezji Dräger zadebiutował 20 listopada 2018 w przegranym 0:1 towarzyskim meczu z Marokiem, rozegranym w Radisie. W 2019 roku zajął z Tunezją 4. miejsce w Pucharze Narodów Afryki 2019. Na tym turnieju wystąpił w czterech meczach: grupowym z Mauretanią (0:0), ćwierćfinałowym z Madagaskarem (3:0), półfinałowym z Senegalem (0:1 po dogrywce) i o 3. miejsce z Nigerią (0:1).
W 2022 roku Dräger został powołany do kadry na Puchar Narodów Afryki 2021. Na tym turnieju rozegrał pięć meczów: grupowe z Mali (0:1), z Mauretanią (4:0), z Gambią (0:1), w 1/8 finału z Nigerią (1:0) i ćwierćfinałowy z Burkiną Faso (0:1).